# COMiC FANS
《COMIC FANS》是由香港的天下出版社出版的少女漫畫月刊，偏向日式少女畫風。每月隨漫畫附送印有連載漫畫中的漫畫人物圖案的贈品。於1995年8月創刊，首於當年的漫畫節推出，由於大受歡迎，創刊號共推出了2次再版。根據創刊號的一篇感想（刊登於創刊號第二頁），能夠促成Comic fans的出版，是由於當時有不少讀者看過美少女戰士的單行本後，經常致電查詢有關新一期美少女戰士的出版時間，所以天下出版社就推出了這本漫畫月刊。Comic fans所連載的日本漫畫均來自日本講談社旗下的少女漫畫月刊Nakayoshi。而近幾年亦多有幾位香港漫畫家的作品。
Comic fans在推出2012年6月號之後，正式宣布停刊。同年7月，天下出版社推出少女漫畫月刊雜誌 COMICフェス（Comic Festival）

## 已完結的連載

### 日本漫畫
- 美少女戰士 Super S
- 美少女戰士 Sailor Star
- 魔法騎士2
- 閃閃音符
- 偶像小廚師Delicious
- 怪盜St. Tail（怪盗聖少女）
- Card Captor 櫻（百變小櫻）
- 千璐璐EXCELLENT!（短篇）
- Rain Kiss（短篇）
- 美少女戰士 Sailor V
- PQ Angles
- 夢幻傳說
- CuiteN
- B-Wanted
- 戀愛的心（短篇）
- 夢之蠟筆王國
- DA!DA!DA!（外星BB撞地球）
- 新DA!DA!DA!
- 電腦少女★Mink
- 東京Mew Mew（東京喵喵）
- 反斗Pet Pet（後改名為超大型狗物語）
- Wild! 我的野蠻守護男
- HONEY☆KIDS
- 美人魚Pichi Pichi Pitch（唱K小魚仙）
- 戀之魔法波波糖
- 製造王子計劃（於2007年2月號完結）
- 優女夢遊仙境（於2007年3月號完結）
- 純愛粉色系（於2007年12月號完結）
- 妖怪之瞳（於2008年6月號完結）
- 魔界女王候補生（於2008年8月號完結）
- 小女神花鈴chu（短篇）
- Yes!光之美少女5 GoGo!（於2009年7月號完結）
- 新地獄少女（於2009年11月號完結）
- 平凡戀愛(遠山繪麻)（於2010年12月號刊登）
- 守護甜心小物語（於2011年3月號完結）
- 朱古力(福島春佳)（於2011年3月號完結）
- 妖界領航員★路娜（於2011年4月號完結）

### 香港漫畫
- 精靈少女魔法鼠（作畫：雪晴）
- 同桌的你（短篇）（作畫：雪晴）
- PURE（短篇）（作畫：雪晴）
- 小桃的動物園（作畫：唯煒）
- F.O.X I（作畫：OS兔仔貓，故事：阿寶）
- 我的王子殿下（作畫：瑞雲，故事：狄芬妮琳）
- 阿鱔週記（作畫：瑞雲，原作：狄芬妮琳）
- Mysteries～華麗偵探團～(作畫：瑞雲，原作：狄芬妮琳）
- 戀愛見習小魔女（作畫：OS兔仔貓）
- 天國貴公子DOLLY（作畫：千草）
- 4x4王子日記（作畫：風雅頌）
- 幻境童心（作畫：尼路燕，原作：狄芬妮琳）
- STAR★CAGE（作畫：千草，原作：莉莉周）
- F.O.X II（作畫：OS兔仔貓，原作：狄芬妮琳）
- 蘑菇學園（作畫：瑞雲，原作：狄芬妮琳）
- 戀愛Make up（作畫：風雅頌）
- 華麗魔天使（作畫：千草）
- kiss2雙生兒(作畫:雪睛,原作:余兒,莉莉周)
- 魔法漫畫學堂Gi!(作畫:千草)
- 仙活草(作畫:千草)(短篇)
- 鏡之古都(作畫:愛芷)
- 彩虹魔法使(作畫:UMi)
- 奇幻TaMaGo(作畫:千草)
- 吸血鬼達人(作畫：OS兔仔貓，原作：莉莉周）
- 超模糖(作畫：雪晴，原作：莉莉周）
- 愛麗斯奇夢檔案(作畫：風雅頌）
- Mysteries～華麗偵探團～（作畫：瑞雲，原作：狄芬妮琳）

## 創刊號連載的內容
- 美少女戰士 Super S
- 魔法騎士2
- 閃閃音符
- 精靈少女魔法鼠

## 現在主要連載漫畫作品

### 香港漫畫連載
- 奇幻TaMaGo(2009年11月號起連載)
- 愛麗斯奇夢檔案(2010年2月號起連載，不定期刊載)
- LOVELY BLOOD～血型男子戀愛法～(2011年2月號起連載)
- G.E.M.COMICS～祕密之城～(2010年10月號起連載)
- 玻璃鞋騎士(2010年8月號起連載)
- Secret Prince Ken～王子的秘密～(2011年4月號起連載)

### 日本漫畫連載
- 地獄少女R（2009年12月號起連載）
- 你的音色～Your Melody～（2011年4月號起連載）

## COMIC FANS連載的漫畫家

### 香港漫畫家
- 雪晴
- 唯煒
- OS兔仔貓
- 瑞雲
- 千草
- 風雅頌
- 尼路燕
- 愛芷
- UMi

### 日本漫畫家
- 武內直子
- CLAMP
- 貓部貓
- 立川惠
- 阿弓唯
- 秋元奈美
- 安瑠安崎
- 川村美香
- 片岡未知瑠
- 真伊藤
- 花森小桃
- 桃雪琴梨
- 安野夢洋子
- 安藤夏美
- 菊田珠智代
- 永遠幸
- 福島春佳
- 遠山繪麻

## COMIC FANS連載的編劇

### 香港編劇者
- 阿寶
- ERICA LUK
- 狄芬妮琳
- KAZE風
- 莉莉周
- 飯田唯詩
- 張雪羅
- iMU

### 日本編劇者
- 吉田玲子
- 橫手美智子
- 池田美代子
- 地獄少女計劃

## 外部連結
- 天下官方網站
- Comic Fans官方Facebook（页面存档备份，存于）
- Comic Fans官方微博